# Giuseppe Sacconi

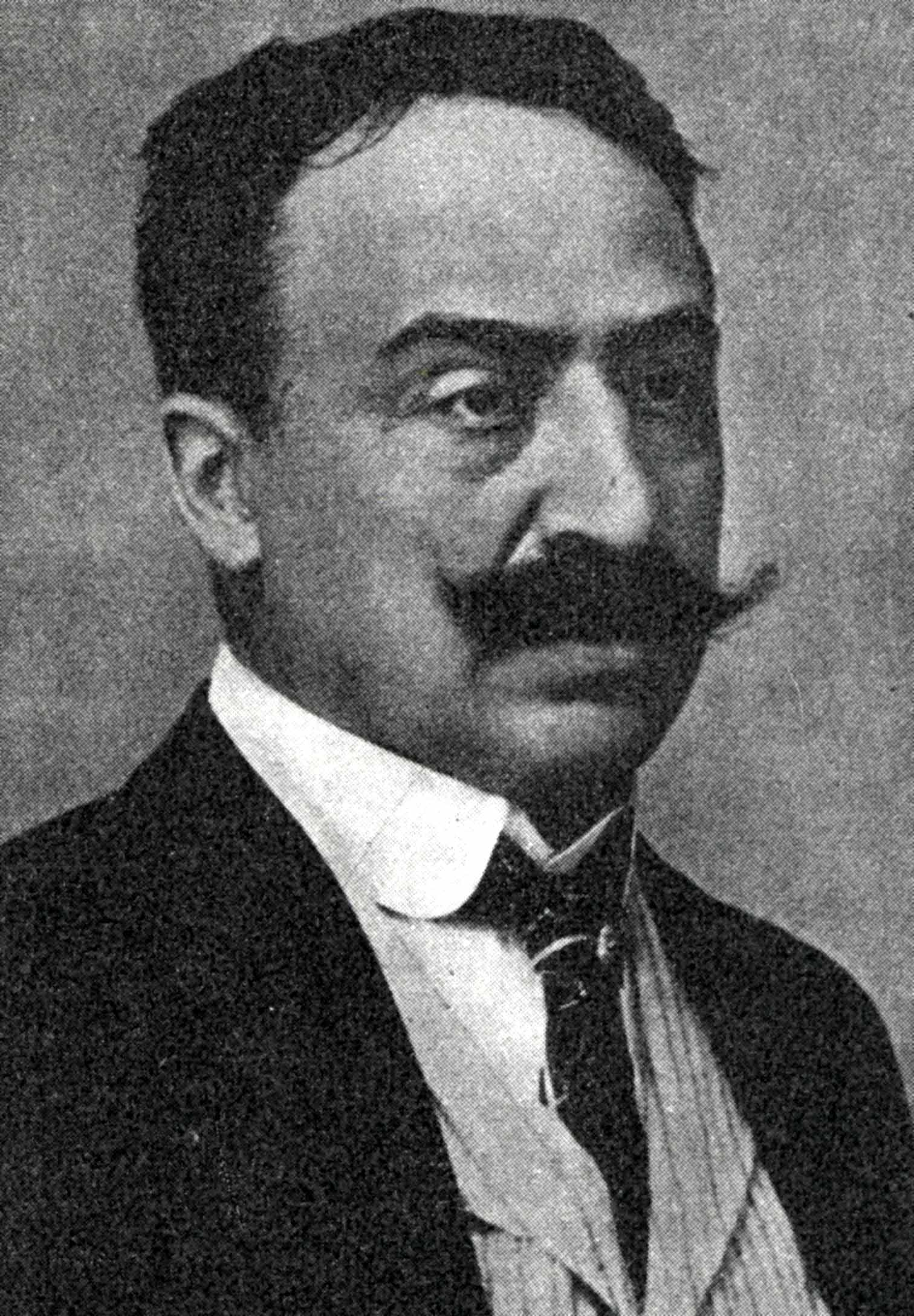
Giuseppe Sacconi.

Giuseppe Sacconi, född den 5 juli 1854, död den 23 september 1905, var en italiensk arkitekt och politiker. 
Sacconi är mest känd för att ha ritat Viktor Emanuel-monumentet i Rom.